# Александровский мост (Санкт-Петербург)
Алекса́ндровский мост — несохранившийся чугунный арочный мост через Введенский канал в Санкт-Петербурге. Располагался по левой (южной) набережной реки Фонтанки, в месте впадения канала в Фонтанку.

## Название
Первоначально (с 1829 по 1867 года) назывался Малым Чугунным мостом. В 1836 году появилось название Александровский мост, использовавшееся до 1970 года. Также существовали названия Семёновский или Малосемёновский мост, по находившимся в этом районе казармам лейб-гвардии Семёновского полка.

## История
Мост был построен в 1808—1814 годах по типовому проекту архитектора В. Гесте. На время Отечественной войны 1812 года строительство моста было прервано, чем и объясняется долгий срок его постройки. Все металлические части, за исключением перил и украшений, изготавливались на уральском заводе Демидова.
Арочное пролётное строение ничем не отличалось от других подобных мостов (Зелёного, Красного, Поцелуева и т. п.) и состояло из чугунных секций-коробок, скреплённых болтами (5 рядов по длине и 10 рядов по ширине). Длина моста составляла 15,2 м, ширина — 15,16 м. Каменные устои на свайном основании были облицованы гранитом. Перильные ограждения были металлические, однотипные с решёткой набережной Фонтанки. Тротуары отделялись от проезжей части металлическими перилами.
В 1949 и 1952 годах были восстановлены утраченные фонари, кронштейны и золоченые шары, венчающие гранитные обелиски. В 1964 году силами СУ-2 треста «Ленмостострой» выполнено усиление чугунного свода моста. В 1970 году при засыпке канала мост был разобран, гранитные обелиски с фонарями перенесены на Подьяческий мост через канал Грибоедова.